# Honda Shuttle
Honda Shuttle — мінівен, що виготовляється компанією Honda.

## Передісторія
Машина під назвою Honda Civic Shuttle («човник») з'явилася в модельному ряду Honda Civic не відразу, а тільки починаючи з третього покоління, в 1983 році. Розробка цієї моделі була обумовлена необхідністю зробити звичний всім автомобіль Civic краще облаштований всередині, з більшою вантажомісткістю і в 5-дверному кузові типу «універсал». Спочатку не планувалася, що це обов'язково буде автомобіль підвищеної прохідності на повному приводі, але минув час, і він в своєму розвитку дійшов до багатоцільового автомобіля «для проведення вільного часу». У 1987 році з'явився черговий Honda Civic Shuttle, на базі моделі Civic тепер уже четвертого покоління. За своїм характером він ще більше зблизився з машинами з розряду MPV («multi purpose vehicle»), а багато рішень заклали основу майбутньої моделі Honda CR-V.

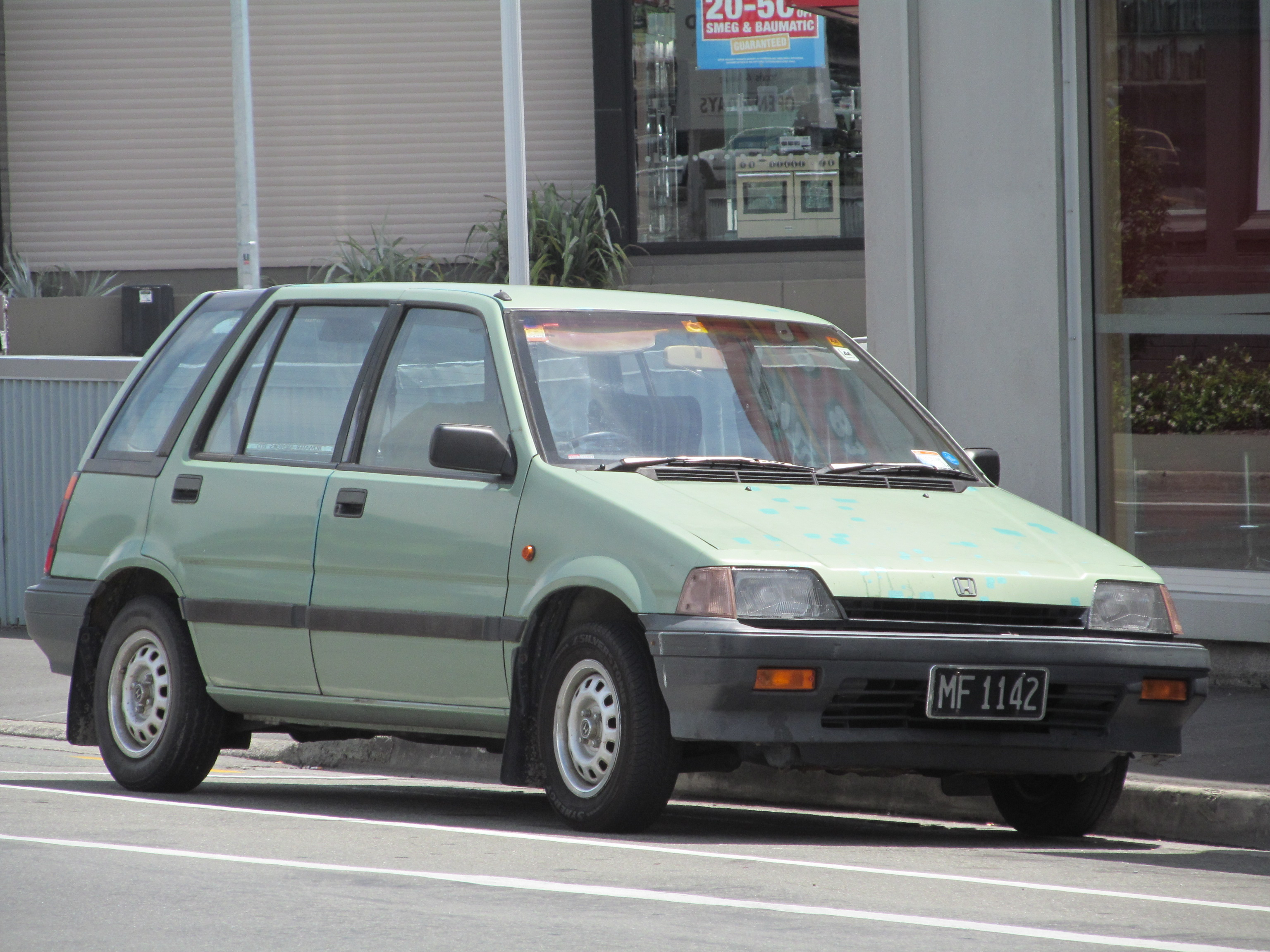
Honda Civic Shuttle 1983
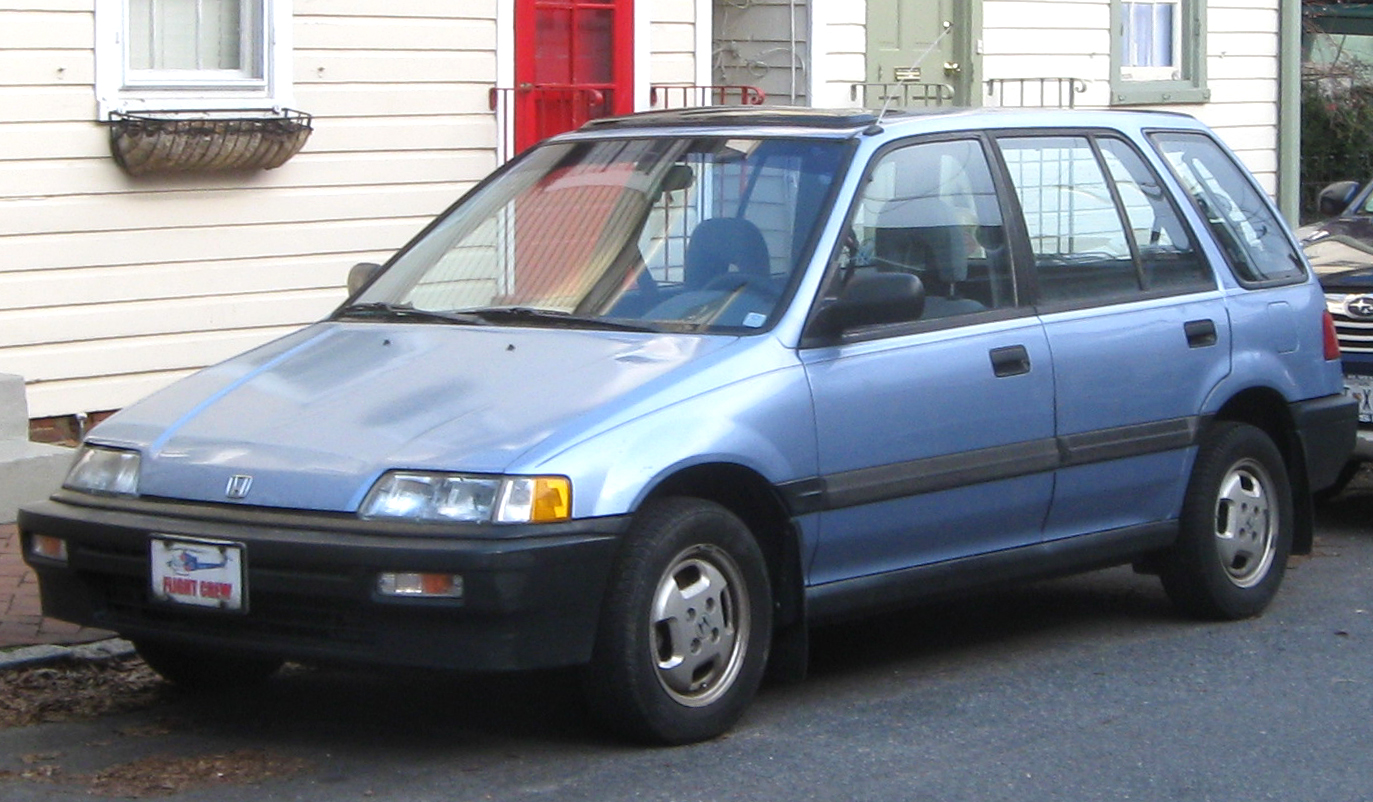
Honda Civic Shuttle 1987

## Перше покоління (1994-2000)

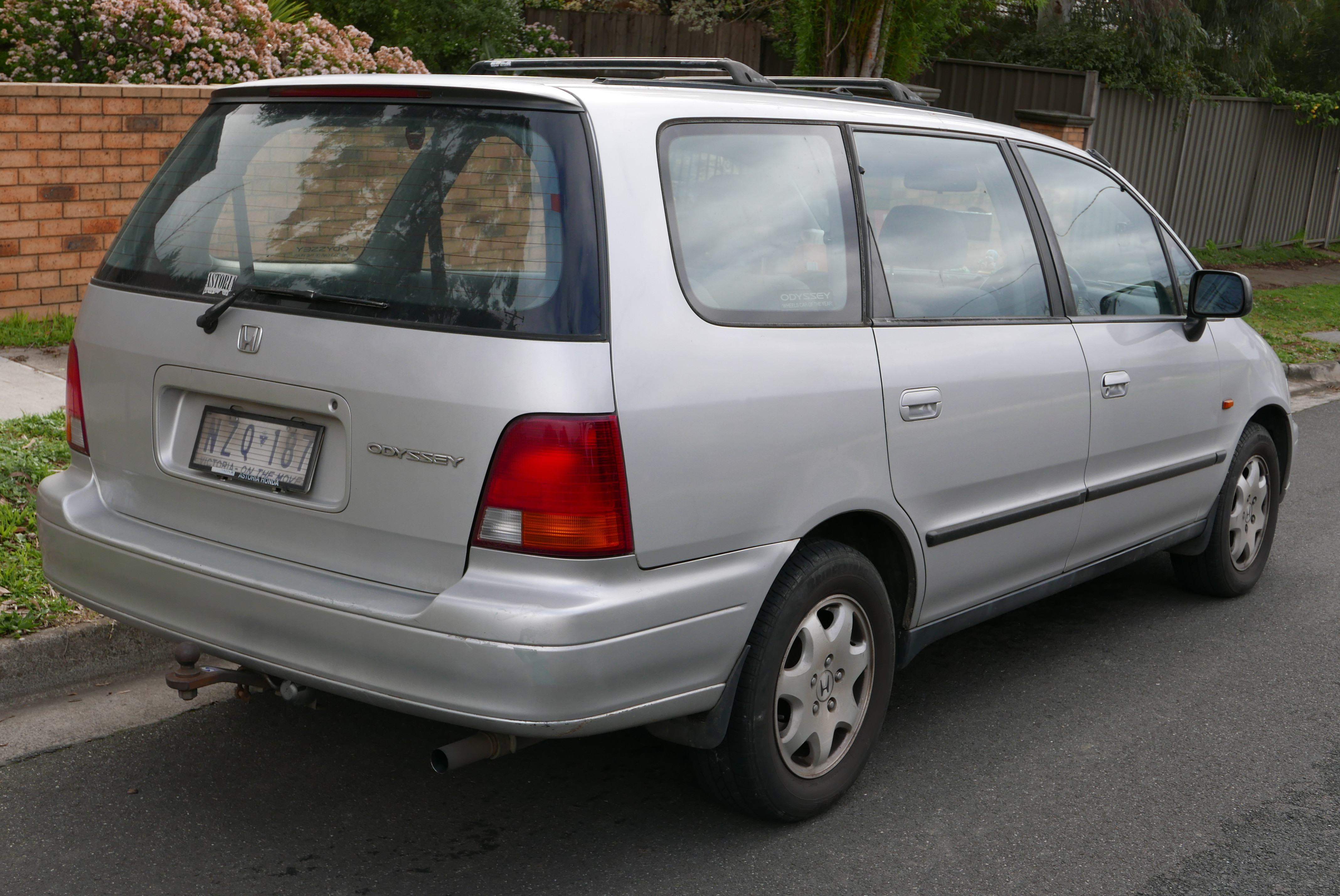
Honda Shuttle

В жовтні 1994 року дебютував Honda Shuttle з трьома рядами сидінь. Мінівен першого покоління мав відмінну рису у вигляді гарної трансформації салону - 3-й ряд складається в підлогу, а 2-й ряд в 7-місній комплектації складається вперед вертикальної "книжкою", що легко утворює позаду 1-го ряду досить велике багажне відділення. Був європейською версією мінівена (MPV) Honda Odyssey 1 покоління. Відрізнявся від Odyssey комплектаціями виключно 2WD (передній привід), відсутністю 2-го кондиціонера для пасажирів 2-3 рядів, має круїз-контроль в якості опції. Випускався тільки з АКПП і мотором об'ємом 2.2 л (F22B) потужністю 150 к.с., переднім або повним приводом. 
В січні 1998 року відбувся незначний рестайлінг. Бензиновий двигун об'ємом 2,2 л замінили мотором 2.3 л (F23A) потужністю 150 к.с.
В січні 2000 року через незадовільний попит в Європі був знятий з виробництва і замінений на меншу модель Honda Stream.

### Двигуни
- 2.2 л F22B потужністю 150 к.с.
- 2.3 л F23A потужністю 150 к.с.

## Друге покоління (з 2015)

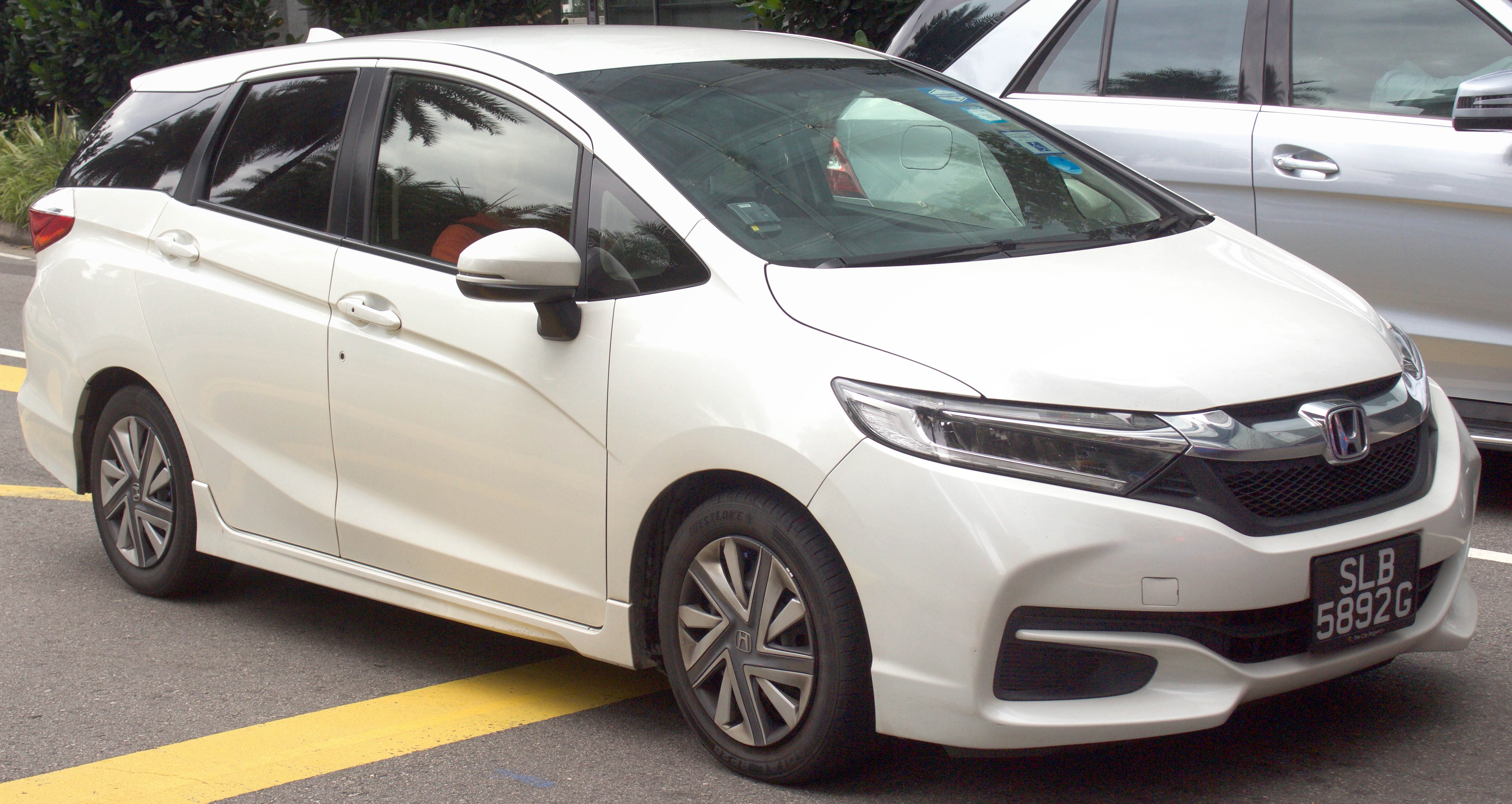
Honda Shuttle (GP7)

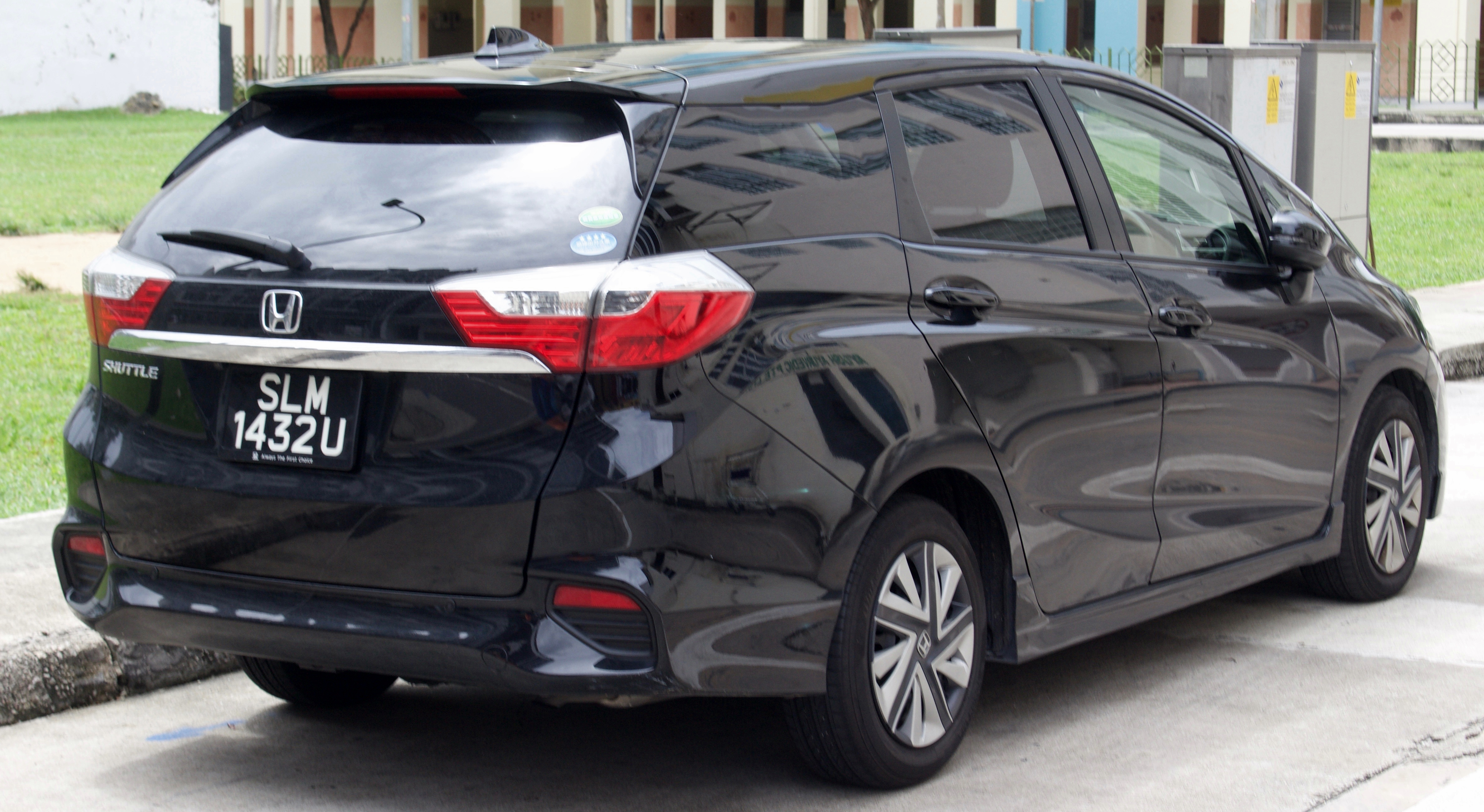
Honda Shuttle (GP7)

У квітні 2015 року презентували нове покоління мінівена Honda Shuttle, створеного на базі моделі Fit. Раніше цей автомобіль був називався Honda Fit Shuttle, однак у компанії виникло бажання відокремити дану модель від лінійки Fit і розвивати як самостійний бренд. Серйозні розбіжності між Fit останнього покоління і новим Shuttle помітні в дизайні передньої частини кузова, а також панелі приладів. Shuttle насамперед орієнтований на любителів активного відпочинку і подорожей, його можна розглядати і як наступника Honda Airwave, що випускався в 2005-2010 роках.
На мінівен нового покоління встановлюється 1,5-літровий бензиновий двигун з безпосереднім уприскуванням і системою VTEC потужністю 132 к.с., оснащений безступінчатим варіатором. Пропонується також модифікація з гібридною силовою установкою Sport Hybrid - iDCM. Остання включає 1,5-літровий бензиновий двигун, що працює за принципом Аткінсона, з системою i-VTEC, електродвигун, інтегрований в 7-ступінчасту трансмісію DCT. Потужність цієї силової установки - 137 к.с. Гібридна версія відрізняється економічністю - середня витрата палива складає 2,9 л на 100 км. Машину відрізняє місткий багажник - при всіх встановлених 5 місцях він має об'єм 570 літрів, а при складених задніх сидіннях його довжина зростає до 1,84 м. При цьому підлога в багажнику абсолютно рівна.

### Двигуни
- 1.5 л L15A I4
- 1.5 л L15B Earth Dreams i-DTEC I4
- 1.5 л i-DTEC diesel